# آرکادیوش رتسا

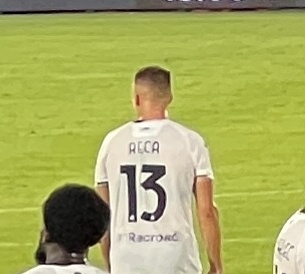
آرکادیوش رتسا - ۲۰۲۲

آرکادیوش رتسا (لهستانی: Arkadiusz Reca؛ زادهٔ ۱۷ ژوئن ۱۹۹۵) بازیکن فوتبال اهل لهستان است که برای باشگاه اسپتزیا بازی می‌کند.
او همچنین در تیم ملی فوتبال لهستان بازی کرده‌است.